# Andrzej Lasota
Andrzej Lasota (Varsóvia, 11 de janeiro de 1932 – Katowice, 28 de dezembro de 2006) foi um matemático polonês.
Obteve um doutorado em 1960 na Academia de Ciências da Polônia, orientado por Tadeusz Ważewski, com a tese On Certain Limit Problem for the Oscillating String Equation.
Foi palestrante convidado do Congresso Internacional de Matemáticos em Varsóvia (1983).